# La Font d’en Carròs
La Font d’en Carròs – gmina w Hiszpanii, w prowincji Walencja, we wspólnocie autonomicznej Walencja, o powierzchni 9,9 km². W 2011 roku liczyła 4083 mieszkańców.